# Euceraea sleumeriana
Euceraea sleumeriana là một loài thực vật có hoa trong họ Liễu. Loài này được Steyerm. & Maguire mô tả khoa học đầu tiên năm 1972.